# Raul Meireles
Raúl José Trindade Meireles (Porto, 17 de març de 1983) és un exfutbolista professional portuguès que jugava de centrecampista.